# Pfostenbruch vom Bökelberg
Als Pfostenbruch vom Bökelberg werden die Ereignisse während des am 3. April 1971 in der Fußball-Bundesligasaison 1970/71 ausgetragenen Meisterschaftsspiels zwischen Borussia Mönchengladbach und Werder Bremen im Bökelbergstadion in Mönchengladbach bezeichnet. Weil eines der Tore zusammenbrach, beendete Schiedsrichter Meuser das Spiel vorzeitig. Die Bundesligavereine führten als Konsequenz des Pfostenbruchs Tore aus Aluminium anstelle der zuvor genutzten Tore aus Holz ein.

## Spielverlauf
Die Borussia empfing Werder Bremen am 27. Spieltag als Tabellenführer auf dem Wege zur Titelverteidigung; der Vorsprung auf den Tabellenzweiten FC Bayern München betrug bei Punktgleichheit lediglich vier Tore. Nachdem Horst Köppel in der 7. Minute zur Führung getroffen hatte, glich Werder Bremen bereits in der 17. Minute durch ein Tor von Heinz-Dieter Hasebrink aus. Nachfolgend blieb das Spiel bis weit in die zweite Halbzeit torlos, bevor Stürmer Herbert Laumen bei dem Versuch, einen Freistoß von Günter Netzer im Bremer Strafraum zu erreichen, in das Bremer Tor lief, wo er sich im Tornetz verhedderte. Bei seinem Versuch, sich am Netz hochzuziehen, brach daraufhin der linke Torpfosten in Bodennähe ab und das gesamte Tor fiel in sich zusammen. Laumen sagte dazu:

„Werder-Torwart Günter Bernard fing ihn [den Ball] ab, ich aber hatte so viel Schwung drauf, dass ich ins Netz flog. Da habe ich gemerkt, dass sich was tut. Ich sah wie das Tor brach, bin dann in Deckung gegangen und lag schließlich wie ein Fisch im Netz. Gefangen. In der Nordkurve gab es daraufhin ein Riesengelächter. Das war ein Spektakel.“

Nachdem die Gladbacher Spieler und Helfer einige Zeit erfolglos versucht hatten, das Tor wieder aufzustellen, brach der Schiedsrichter Gert Meuser, der sein viertes Bundesligaspiel leitete, das Spiel in der 88. Minute ab, zwölf Minuten nachdem Laumen ins Tor gefallen war.
| Borussia Mönchengladbach                                                                   | Borussia Mönchengladbach | SV Werder Bremen | SV Werder Bremen |
| ------------------------------------------------------------------------------------------ | --- | --- | ---------------- |
| Borussia Mönchengladbach                                                                   | \| 27. Spieltag, Fußball-Bundesliga 1970/71 \| \| 3. April 1971 in Mönchengladbach (Bökelbergstadion) \| \| Ergebnis: 0:2 (Bewertung nach Sportgerichtsurteil) 1:1 nach Spielabbruch in der 88. Minute \| \| Zuschauer: 14.500 \| \| Schiedsrichter: Gert Meuser \| | \| 27. Spieltag, Fußball-Bundesliga 1970/71 \| \| 3. April 1971 in Mönchengladbach (Bökelbergstadion) \| \| Ergebnis: 0:2 (Bewertung nach Sportgerichtsurteil) 1:1 nach Spielabbruch in der 88. Minute \| \| Zuschauer: 14.500 \| \| Schiedsrichter: Gert Meuser \| | SV Werder Bremen |
| Borussia Mönchengladbach                                                                   | Wolfgang Kleff, Rainer Bonhof (66. Hans-Jürgen Wloka), Berti Vogts, Ludwig Müller, Hartwig Bleidick, Peter Dietrich (36. Herbert Laumen), Günter Netzer , Horst Köppel, Herbert Wimmer, Jupp Heynckes, Ulrik le Fevre Cheftrainer: Hennes Weisweiler                | Günter Bernard, Dieter Zembski, Rudolf Assauer, Arnold Schütz, Egon Coordes, Heinz-Dieter Hasebrink, Karl-Heinz Kamp, Bernd Schmidt, Bernd Lorenz, Ole Bjørnmose, Eckhard Deterding Cheftrainer: Robert Gebhardt                                                    | SV Werder Bremen |
| Borussia Mönchengladbach                                                                   | 1:0 Horst Köppel (7.) | 1:1 Heinz-Dieter Hasebrink (17.) | SV Werder Bremen |
| 27. Spieltag, Fußball-Bundesliga 1970/71                                                   | | |                  |
| 3. April 1971 in Mönchengladbach (Bökelbergstadion)                                        | | |                  |
| Ergebnis: 0:2 (Bewertung nach Sportgerichtsurteil) 1:1 nach Spielabbruch in der 88. Minute | | |                  |
| Zuschauer: 14.500                                                                          | | |                  |
| Schiedsrichter: Gert Meuser                                                                | | |                  |

## Folgen
Am 29. April 1971 erklärte das Sportgericht des Deutschen Fußball-Bunds Werder Bremen zum Sieger und wertete das Spiel mit 2:0 für Bremen, da Mönchengladbach als Gastgeber die durch den Pfostenbruch aufgetretene Unbespielbarkeit des Platzes zu verantworten und kein Ersatz-Tor bereitgestellt habe. Zudem verurteilte das Sportgericht die Borussia zu einer Geldstrafe von 1500 DM. Am Ende der Saison verteidigte die Borussia trotz der ihr hierdurch entgangenen Punkte als erster Verein der Bundesligageschichte den Meistertitel. Nach diesem Vorfall schafften alle Bundesligavereine die Holztore ab und ersetzten sie durch solche aus Aluminium.
Der gebrochene Pfosten liegt heute im Museum der Borussia.

## Ähnliche Ereignisse
Durch den Torfall von Madrid am 1. April 1998 verschob sich das Champions-League-Spiel zwischen Real Madrid und Borussia Dortmund um 76 Minuten.
Am 6. August 1961 knickte beim Spiel des VfL Osnabrück gegen Holstein Kiel an der Bremer Brücke das Tor des Kieler Torwarts Franz Möck um.
Ursache für das in der zehnten Spielminute umgeknickte Tor war, dass beide Pfosten von Unbekannten angesägt worden waren. Anders als später am Bökelberg konnte das Tor so weit repariert werden, dass das Spiel der damals erstklassigen Fußball-Oberliga Nord fortgesetzt werden konnte.